# Brecha digital en Japón
En Japón, la brecha digital representa las diferencias en el acceso a las tecnologías de la información y la comunicación (TIC) entre individuos, hogares y otros grupos con variados niveles demográficos y socioeconómicos. Esta desigualdad también incluye las diferencias en los conocimientos y habilidades necesarios para usar eficazmente la información disponible a través de la conectividad. 
La disparidad en el acceso a Internet en Japón, conocida como brecha digital, afecta a gran parte de la población japonesa. Varios factores influyen en esta división, incluyendo aspectos culturales específicos del país. Con el tiempo, los factores culturales que han contribuido a la brecha digital están disminuyendo. Grupos como las mujeres y los ancianos han mostrado mejoras significativas en el acceso a Internet. Actualmente, el 97,1% de los hogares en Japón tienen acceso a Internet en casa, y el 81% poseen ordenadores personales.
El censo de población de Japón de 2015 revela que aproximadamente 16 millones de personas tienen menos de 15 años, representando el 12,6% de la población total. Además, 76 millones de personas están en el rango de edad de 15 a 64 años, constituyendo el 60,7% de la población total. Por último, hay 3,3 millones de personas de 65 años o más, lo que equivale al 26,6% de la población total.

## Causa cultural
De acuerdo con la Oficina de Estadísticas de Japón, MPHPA y el Proyecto Mundial de Internet Japón, en 2001, el 44% de la población estaba conectada a Internet, de los cuales el 41% eran mujeres. Estas cifras indican una disminución en la disparidad de acceso a Internet entre diferentes clases socioeconómicas y géneros. Además, los datos muestran que los japoneses más jóvenes utilizan Internet más que los de mayor edad, y todas las brechas se están cerrando.
Un estudio de la Universidad de Buffalo revela que los japoneses consideran las TIC avanzadas como un bien común en lugar de una necesidad para el progreso. 
El sitio web Philippine Information Literacy publicó un artículo basado en un foro organizado por la ASEAN y Japón sobre alfabetización mediática e informativa. Durante este evento de dos días, se debatió sobre cómo los jóvenes deberían afrontar el creciente mundo de Internet, especialmente el auge de las redes sociales, y cómo protegerse de sus peligros. Además, se informó a los asistentes sobre las ventajas de la tecnología y cómo las telecomunicaciones han ganado protagonismo.

## Población
Japón se divide en diversas divisiones territoriales y, dependiendo de la región en la que vivas, puedes encontrar que casi todos tienen acceso a Internet o prácticamente nadie lo tiene.
Según el Ministerio del Interior y Comunicaciones, hay un total de 39 “áreas de banda ancha cero” en Japón, donde no hay acceso a banda ancha en ningún hogar dentro de esos distritos. Esto significa que los ciudadanos en estas áreas no pueden obtener banda ancha ni siquiera si lo desean porque no existe la infraestructura necesaria en sus vecindarios. En otras divisiones territoriales, la cobertura alcanza hasta el 99,8% de las personas con acceso a banda ancha, creando así una brecha digital significativa que varía drásticamente dependiendo de la ubicación.
El Ministerio del Interior y Comunicaciones está trabajando para mejorar la penetración de la banda ancha en áreas remotas, pero las empresas no se apresuran a invertir en la infraestructura costosa necesaria para conectar islas remotas y pueblos en zonas montañosas. Japón cuenta con más de 4000 islas, de las cuales 260 están habitadas. Además, el 73% del territorio japonés es montañoso o accidentado. Aunque la mayoría de la población se concentra en llanuras y zonas costeras, hay comunidades significativas que viven en valles remotos en las montañas, dedicándose principalmente a la agricultura o la silvicultura, lo que hace difícil justificar la construcción de infraestructura de fibra óptica en estos lugares remotos. 

## Posibles soluciones
El número de usuarios de Internet en Japón está creciendo rápidamente, sin embargo, aún existen áreas que no reciben comunicaciones satelitales de banda ancha óptimas. Una posible solución para mejorar el acceso en estas zonas es el lanzamiento de más satélites.  A nivel mundial, el 58% de las mujeres (especialmente en África, los estados árabes y Asia-Pacífico) y el 60% de las personas rurales, pobres, analfabetas y ancianas no tienen acceso a Internet.
La Unión Internacional de Telecomunicaciones (UIT) ofrece ideas y planes para ayudar a estos grupos a aumentar su número de usuarios de Internet. Las zonas rurales, en particular, necesitan implementar sistemas de bajo costo, ya que los ingresos familiares son más bajos en estas áreas. Otra idea para mejorar el acceso en zonas rurales es proporcionar acceso a Internet en los edificios públicos.